# Gorki (metrostation)

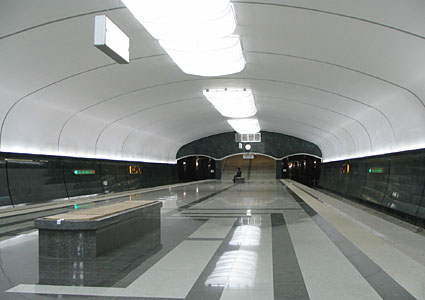
Perronhal

Gorki (cyrillisch: Горки) is een station van de metro van Kazan. Het station werd geopend op 27 augustus 2005 als eindpunt van de eerste metrolijn in de stad. Het metrostation bevindt zich onder de kruising van de Oelitsa Richarda Zorge (Richard Sorgestraat) en de Oelitsa Rodiny (Vaderlandstraat) in het zuidoosten van Kazan. Aanvankelijk was het station iets zuidelijker gepland; zijn huidige locatie kreeg het station nadat een tussen Gorki en Ametjevo/Ämät gelegen station uit de plannen geschrapt was. Zijn naam ("Bergjes") dankt station Gorki aan de gelijknamige wijk waarin het gelegen is. In de omgeving van het station zijn enkele industriële bedrijven en een groot winkelcentrum gevestigd. Er kan worden overgestapt op een groot aantal tram-, stadsbus- en trolleybuslijnen.
Het station is ondiep gelegen en beschikt over een gewelfde perronhal. De wanden langs de sporen zijn bekleed met groen marmer, waarop met vergulde letters de naam van het station wordt aangegeven. De vloeren zijn geplaveid met tegels van gepolijst lichtgrijs graniet, waarin in een donkerdere kleur een lijnenmotief is aangebracht. De verlichting bevindt zich aan het dak en in verstopte nissen in de wanden. Aan beide uiteinden van het eilandperron leiden trappen naar de twee ondergrondse stationshallen, die verbonden zijn met voetgangerstunnels onder de Oelitsa Richarda Zorge.